# Poecilopsetta albomaculata
Poecilopsetta albomaculata är en fiskart som beskrevs av Norman, 1939. Poecilopsetta albomaculata ingår i släktet Poecilopsetta och familjen flundrefiskar. IUCN kategoriserar arten globalt som otillräckligt studerad. Inga underarter finns listade i Catalogue of Life.